# Ladies & Gentlemen: The Best of George Michael
Albums de George Michael
Older
(1996) Songs from the Last Century
(1999)
Singles
1. Outside
Sortie : 19 octobre 1998
2. As
Sortie : 1er mars 1999

Ladies & Gentlemen: The Best of George Michael est une compilation de chansons de George Michael, sortie en 1998 au Royaume-Uni, en Europe et aux États-Unis.

## Composition de l'album
Ce double album possède une partie intitulée « For the Heart » et une autre « For the Feet ». La première partie contient des titres plutôt calmes, comme Jesus to a Child ou A Different Corner. Les chansons de la deuxième partie sont plus dansantes : on retrouve notamment Outside et Freedom! '90.
Cette compilation regroupe également des chansons qui ne sont sortis qu'en single, comme Fantasy et I Can't Make You Love Me. Des anciens duos de George Michael sont aussi présents : I Knew You Were Waiting (For Me) avec Aretha Franklin (1987), Don't Let the Sun Go Down on Me avec Elton John (1991), Somebody to Love avec Queen (1993), Desafinado avec Astrud Gilberto (1996) et Waltz Away Dreaming avec Toby Bourke (1997). Toutefois, un duo inédit est inclus dans la compilation. Il s'agit de As, une reprise de Stevie Wonder, que George Michael chante avec Mary J. Blige. As n'est pas présente dans la version américaine de la compilation. Enfin, Ladies & Gentlemen contient une chanson inédite de George Michael qui s'intitule A Moment with You.
Ladies & Gentlemen: The Best of George Michael est dédié à la mère de George Michael, morte d'un cancer en 1997,.

## Une compilation signée Sony Music
En 1996, George Michael sort son album Older sur le label DreamWorks aux États-Unis et Virgin dans les autres pays. Le chanteur a renoncé au contrat qu'il avait signé en 1982 chez Sony Music, lorsque la maison de disques s'appelait encore CBS Records. Cependant, Ladies & Gentlemen: The Best of George Michael est sorti sur le label Epic, qui est distribué par Sony Music. En réalité, Sony Music détient toujours les droits des anciennes chansons de George Michael et Ladies & Gentlemen: The Best of George Michael contient principalement des chansons enregistrées avant 1996.

## Succès commercial
Ladies & Gentlemen: The Best of George Michael est un succès important pour George Michael. La compilation s'est vendue à 9 millions d'exemplaires dans le monde. Elle a atteint la 1re place au Royaume-Uni pendant huit semaines et la 24e place aux États-Unis,. En 1999, un DVD lui aussi intitulé Ladies & Gentlemen: The Best of George Michael est sorti. Il regroupe cette fois les clips des chansons de George Michael.

## Liste des chansons
| 1.  | Jesus to a Child                                  | George Michael                          |                                    | 6:51 |
| 2.  | Father Figure                                     | George Michael                          |                                    | 5:41 |
| 3.  | Careless Whisper                                  | George Michael et Andrew Ridgeley       |                                    | 5:00 |
| 4.  | Don't Let the Sun Go Down on Me (avec Elton John) | Elton John et Bernie Taupin             |                                    | 5:48 |
| 5.  | You Have Been Loved                               | David Austin et George Michael          |                                    | 5:29 |
| 6.  | Kissing a Fool                                    | George Michael                          |                                    | 4:35 |
| 7.  | I Can't Make You Love Me                          | Mike Reid et Allen Shamblin             |                                    | 5:21 |
| 8.  | Heal the Pain                                     | George Michael                          |                                    | 4:47 |
| 9.  | A Moment with You                                 | George Michael                          |                                    | 5:42 |
| 10. | Desafinado (avec Astrud Gilberto)                 | Antônio Carlos Jobim et Newton Mendonça |                                    | 3:20 |
| 11. | Cowboys and Angels                                | George Michael                          |                                    | 7:14 |
| 12. | Praying for Time                                  | George Michael                          |                                    | 4:44 |
| 13. | One More Try                                      | George Michael                          |                                    | 5:53 |
| 14. | A Different Corner                                | George Michael                          |                                    | 4:04 |
| 15. | Waltz Away Dreaming (avec Toby Bourke)            | Toby Bourke                             | Uniquement disponible sur cassette | 4:44 |

| 1.  | Outside                                                 | George Michael                                                                               |                                          | 4:45 |
| 2.  | As (avec Mary J. Blige)                                 | Stevie Wonder                                                                                | Chanson absente de la version américaine | 4:46 |
| 3.  | Fastlove                                                | George Michael, Patrice Rushen (sample de Forget Me Nots)                                    |                                          | 5:30 |
| 4.  | Too Funky                                               | George Michael                                                                               |                                          | 3:44 |
| 5.  | Freedom! '90                                            | George Michael                                                                               |                                          | 6:28 |
| 6.  | Star People '97                                         | George Michael                                                                               |                                          | 5:38 |
| 7.  | Killer / Papa Was a Rollin' Stone                       | Adamski et Seal (Killer) Barrett Strong et Norman Whitfield (Papa Was a Rollin' Stone)       |                                          | 4:16 |
| 8.  | I Want Your Sex (Part II)                               | George Michael                                                                               |                                          | 4:37 |
| 9.  | The Strangest Thing '97                                 | George Michael                                                                               |                                          | 4:41 |
| 10. | Fantasy                                                 | George Michael                                                                               |                                          | 5:01 |
| 11. | Spinning the Wheel                                      | George Michael                                                                               |                                          | 6:09 |
| 12. | Waiting for That Day                                    | George Michael, Mick Jagger et Keith Richards (sample de You Can't Always Get What You Want) |                                          | 4:50 |
| 13. | I Knew You Were Waiting (For Me) (avec Aretha Franklin) | Simon Climie et Dennis Morgan                                                                |                                          | 3:58 |
| 14. | Faith                                                   | George Michael                                                                               |                                          | 3:15 |
| 15. | Somebody to Love (avec Queen)                           | Freddie Mercury                                                                              |                                          | 5:25 |